# フェンスキー＝ホール法
フェンスキー＝ホール法（フェンスキー＝ホールほう、英語: Fenske–Hall method）とは、計算化学における分子軌道法の一つで、通常は無機化合物に適用される。この方法は、ウィスコンシン大学のリチャード・F・フェンスキーの研究グループで開発された。この方法は、開発の最後の論文を共同執筆したフェンスキーとマイケル・B・ホールにちなんで名付けられた。
フェンスキー＝ホール法はローターン方程式から導かれ、実験データのパラメータを利用しないという意味では第一原理的手法である（半経験的分子軌道法を参照）。フェンスキー＝ホール法では交換相互作用は考慮されるが、電子相関は考慮されない。また，密度汎関数理論（DFT）によるより厳密な解析に近い分子軌道の形状とそのエネルギーを、より少ない計算資源で予測することができる。そのため、フェンスキー＝ホール法をDFTの近似法とみなす向きもある。
フェンスキー＝ホール法の計算は、Jimp 2で行うことができる。